# Karstenula shepherdiae
Karstenula shepherdiae är en svampart som först beskrevs av Peck, och fick sitt nu gällande namn av M.E. Barr 1986. Karstenula shepherdiae ingår i släktet Karstenula och familjen Melanommataceae.   Inga underarter finns listade i Catalogue of Life.